# Ritratto di Eugenia Primavesi
Il Ritratto di Eugenia Primavesi è uno dei più grandi ritratti femminili dipinti ad olio dal pittore austriaco Gustav Klimt tra il 1913 e il 1914.

## Descrizione
In primo piano si può vedere la figura di una donna matura con un volto intenso e raffinato , che indossa un abito molto colorato a maniche lunghe. Porta dei gioielli sottili, ma importanti, che denotano la sua ricchezza. Alle spalle la circonda un cuscino semicircolare di fiori. Lo sfondo è di un vivo giallo cromo e ha sull'angolo destro superiore, in un piccolo riquadro rettangolare, accovacciato un pavone che inneggia all'Oriente, simbolo di prosperità e nobiltà. È un ritratto che presenta diversi stili dall'art nouveau, al giapponismo e al simbolismo.
L'opera fu considerata perduta dopo la Seconda guerra mondiale, ma nel 1987 fu improvvisamente messa all'asta dalla famiglia.

## La modella

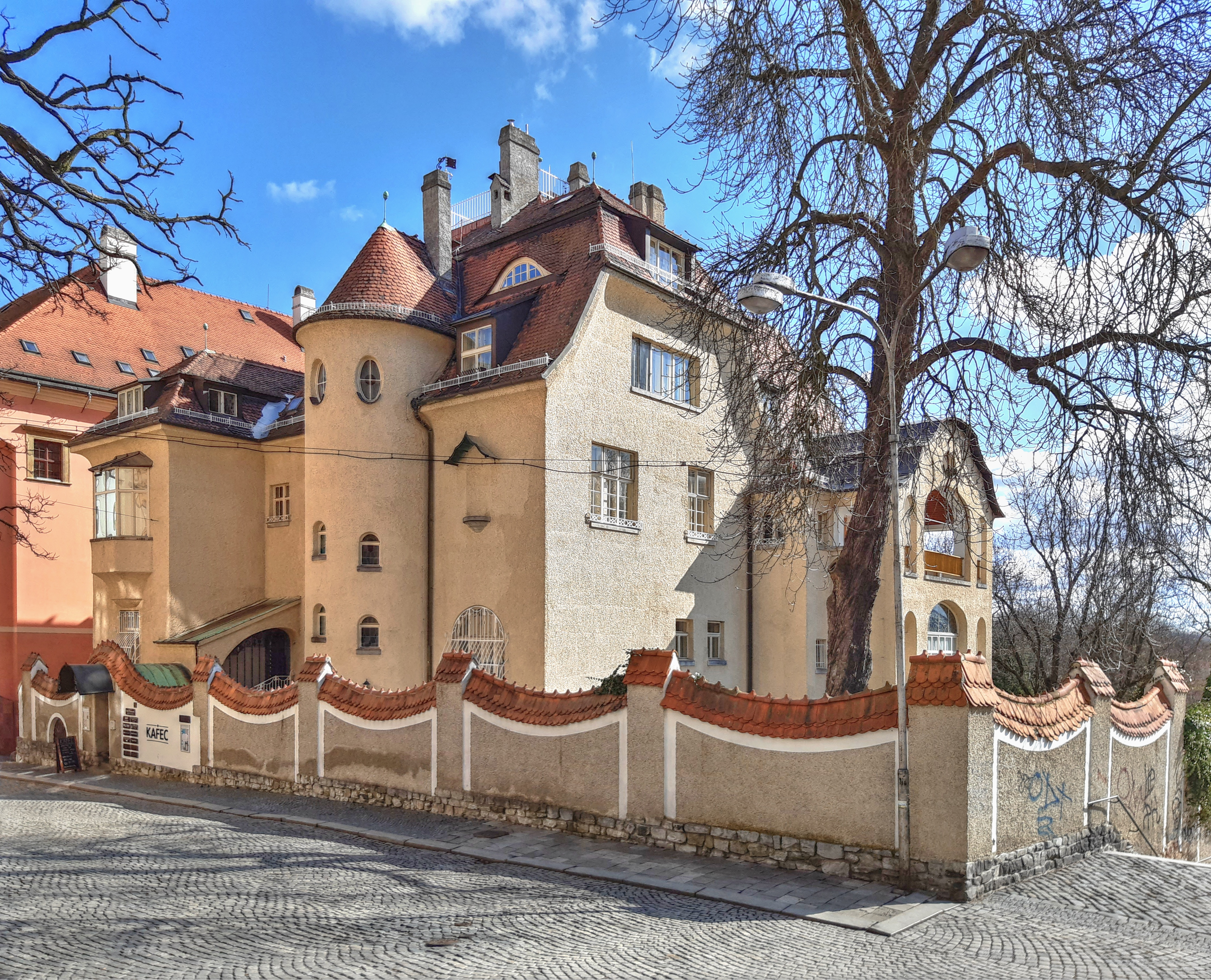
Nel 1913 incaricarono il celebre architetto Josef Hoffman di progettare la loro splendida casa a Kouty nad Desnou (in tedesco Winkelsdorf), in Moravia, dove organizzavano feste per gli artisti e gli architetti della Wiener Werkstätte.

Eugenia Primavesi, è stata un'attrice e mecenate austriaca.
Eugenie Franziska Butschek nacque il 13 giugno 1874 a Neubau, una cittadina fuori Vienna, ed era la figlia di un funzionario delle ferrovie. Studiò recitazione al Conservatorio di Vienna e recitò con il nome d'arte di Mäda al Teatro reale di Olomouc. Nel 1893 incontrò il banchiere e industriale Otto Primavesi (1868–1926) che sposerà nel settembre dell'anno successivo,  ritirandosi definitivamente dalla carriera artistica. La coppia ebbe quattro figli e tra il 1912 e il 1913 sia Eugenia e che sua figlia Mäda (1903-2000) furono entrambe ritratte da Gustav Klimt. 

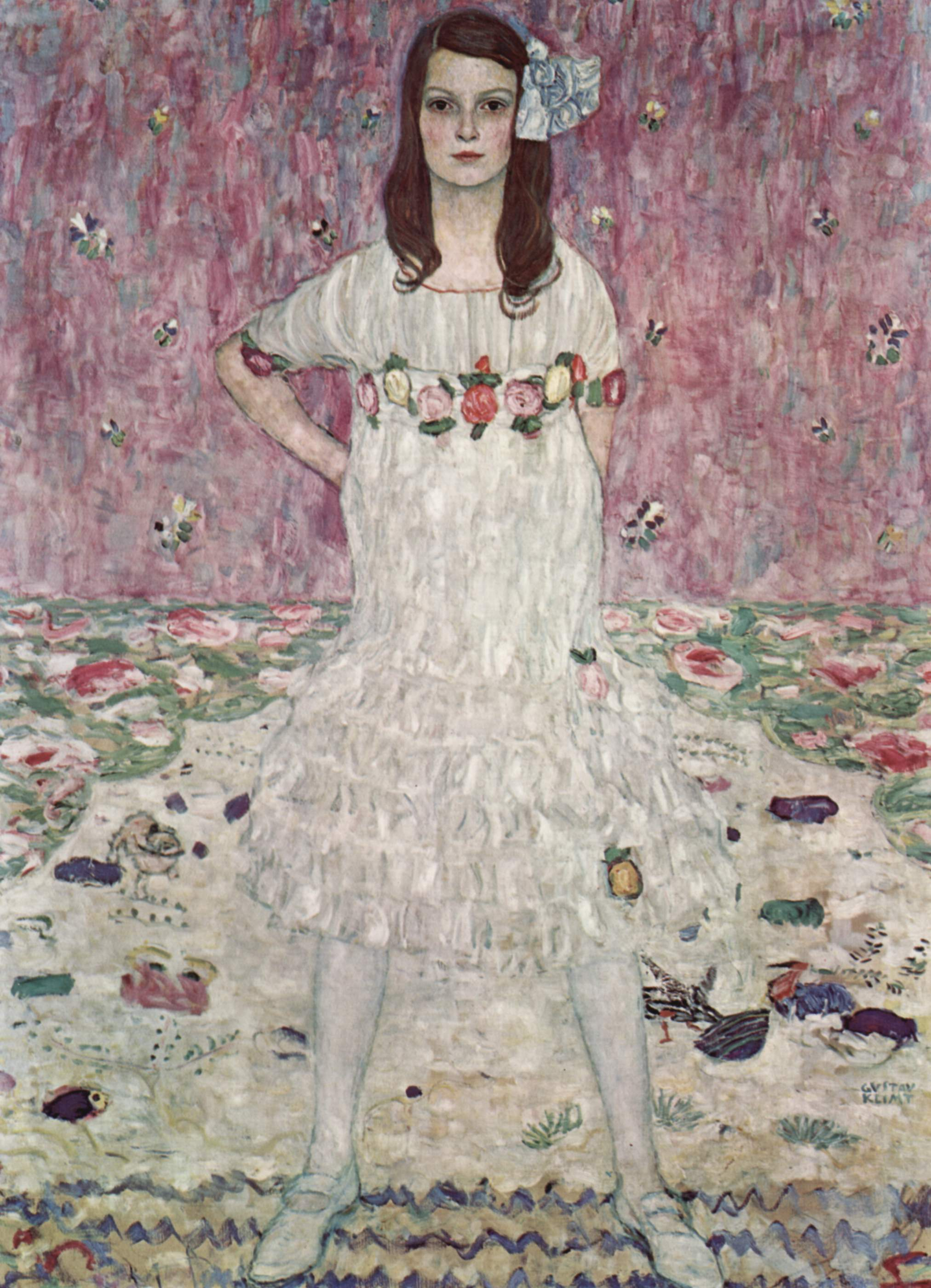
Ritratto di Geltrude Mäda Primavesi, all'età di 9 anni.

Nel 1915 Otto assunse la direzione della Wiener Werkstätte come direttore commerciale, dove anche Eugenia era particolarmente impegnata. Dopo divergenze di opinione sull'azienda, che era in difficoltà finanziarie, Otto trasferì alla moglie le sue azioni e si dimise dalla carica di amministratore delegato nel 1925. Di lì a poco la coppia si separò, nel febbraio 1926 Otto morì e la Wiener Werkstätte fallì nello stesso anno. Eugenia Primavesi visse fino al 1962 e morì a Vienna, all'età di 88 anni.

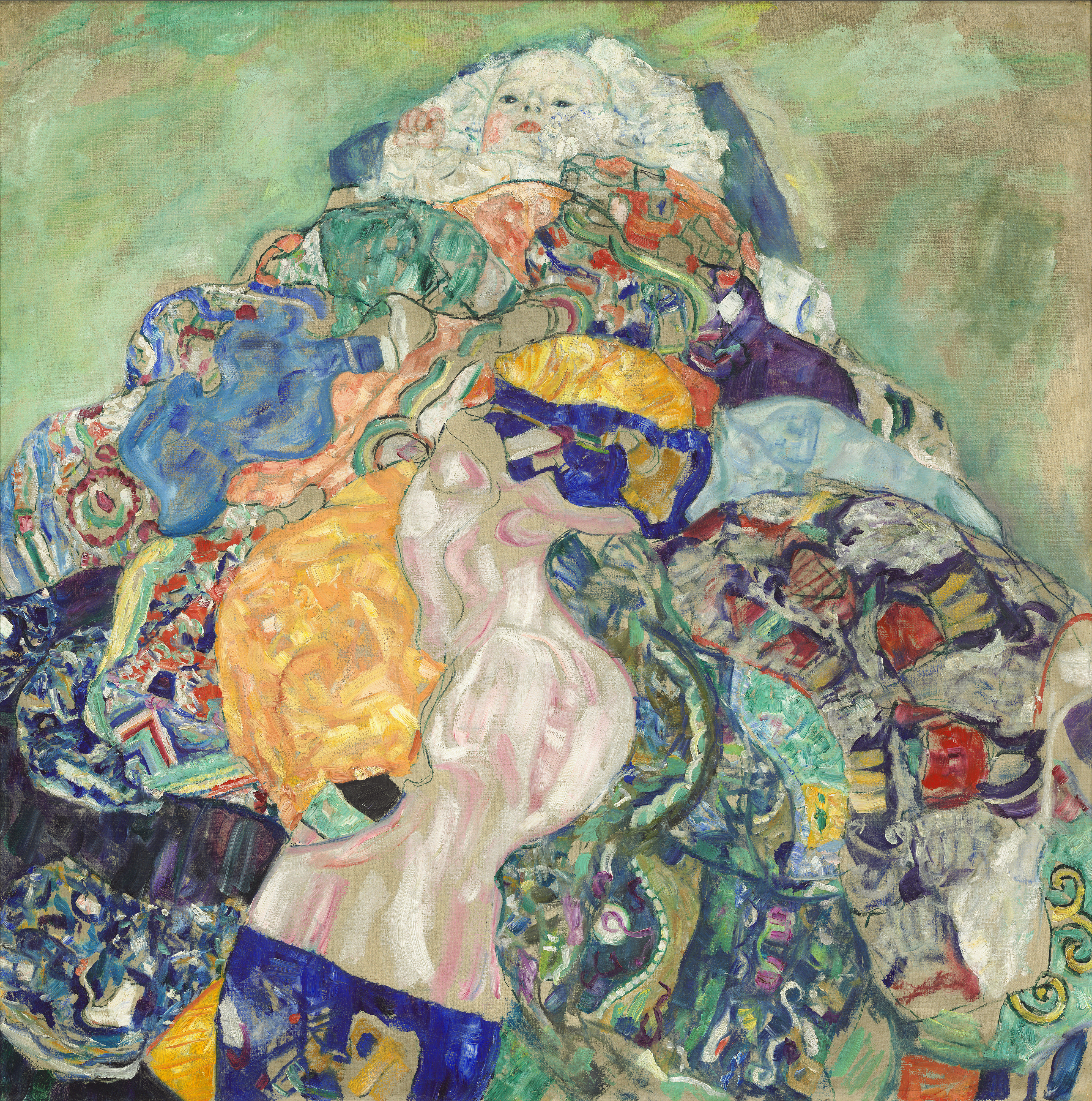
La culla opera klimtiana tardiva, venne acquistata dalla famiglia Primavesi nel 1919.